# Букі
Букі (англ. Buki) — українська компанія, що розробляє сервіси BUKI (сайт з пошуку репетиторів) та BUKISchool (сервіс індивідуального онлайн-навчання з репетиторами). Компанію засновано у серпні 2014 року. Станом на вересень 2022 року сервісами компанії щомісяця користується близько 400 тисяч відвідувачів, зареєстровані репетитори представляють більш ніж 250 населених пунктів України та 7 країн світу.

## Про сайт
На сайті BUKI представлені репетитори з шкільних та університетських предметів, викладачі іноземних мов та творчих напрямків. Пошук відбувається за місцем навчання (місто, район або дистанційно), предметом, рівнем знань та ціною.

## Освітні матеріали
Зареєстрованими користувачами створено близько 200 відеоуроків з підготовки до ЗНО за дисциплінами: математика, фізика, хімія, географія. Вони знаходяться у відкритому доступі в розділі Відео-уроки та YouTube.
У серпні 2016 року відкрилася версія сайту в Польщі. У жовтні 2018 року польска версія сайту мала 3000 викладачів та 50 тис. користувачів щомісяця.
У грудні 2016 року відкрилася версія сайту в Казахстані. Станом на жовтень 2018 року послугами компанії в Казахстані користувалося близько 1000 приватних викладачів з 20 міст.
У березні 2018 року відкрилася версія сайту в Нігерії.
У грудні 2018 року відкрилася версія в Іспанії.
У 2020 році відкрилася версія в Мексиці.
Станом на вересень 2021 року на сервісі сумарно у всіх країнах зареєстровано 89,8 тисяч репетиторів, опрацьовано 255,6 тисяч замовлень від клієнтів
У 2020 році компанія запустила підпродукт BUKISchool, який представлений в Україні, Польщі, Казахстані, Румунії, Болгарії.

## Відзнаки
- 2022 та 2023 - одна з 200 найперспективніших освітніх компаній Європи за версію HolonIQ[17][18].
- 2024 - exfcybr рейтингу топ-200 перспективних EdTech-компаній від журналу Time[19]